# Улрика Елеонора Датска
Улрика Елеонора Датска (на датски: Ulrikke Eleonore af Danmark; * 11 септември 1656, Копенхаген; † 26 юли 1693, дворец Карлберг до Стокхолм) е принцеса от Дания и Норвегия от род Олденбург и чрез женитба кралица на Швеция (1680 – 1693).

## Произход
Тя е четвъртата дъщеря на краля на Дания Фредерик III (1609 – 1670) и съпругата му принцеса София Амалия фон Брауншвайг-Каленберг (1628 – 1685), единствената дъщеря на херцог Георг фон Брауншвайг-Люнебург (1582 -1641) и принцеса Анна Елеонора фон Хесен-Дармщат (1601 – 1659). По-малка сестра е на Кристиан V (1646 – 1699), крал на Дания и Норвегия.

## Кралица на Швеция
Улрика Елеонора Датска е сгодена през 1675 и се омъжва на 6 май 1680 г. за Карл XI, крал на Швеция (* 24 ноември 1655; † 5 април 1697), единствен син на крал Карл XI (1622 – 1660) и Хедвиг Елеонора Холщайн-Готорп (1636 – 1715). Той е крал на Швеция (1660 – 1697) от род Вителсбахи и херцог на Цвайбрюкен (1681 – 1697).
- Улрика Елеонора Датска
- Улрика Елеонора Датска,
 кралица на Швеция

## Деца
Улрика и Карл имат седем деца:
- Хедвиг София Шведска (* 26 юни 1681; † 22 декември 1708), омъжена на 12 юни 1698 г. в Карлберг за херцог Фридрих IV фон Шлезвиг-Холщайн-Готорп (* 18 октомври 1671; † 19 юли 1702 в битка), син на леля ѝ принцеса Фридерика Амалия Датска (1649 – 1704); техният внук е руския цар Петър III
- Карл XII (* 17 юни 1682; † 11 декември 1718 в битка), крал на Швеция (1697 – 1718)
- Густав (* 14 юни 1683; † 26 април 1685)
- Улрих (* 2 август 1684; † 8 юни 1685)
- Фридрих (* 7 октомври 1685; † 22 октомври 1685)
- Карл Густав (* 27 декември 1686; † 13 февруари 1687)
- Улрика Елеонора (* 2 февруари 1688; † 6 декември 1741), кралица на Швеция (1719 – 1720), омъжена на 4 април 1715 г. в Стокхолм за ландграф Фридрих I фон Хесен-Касел (* 28 април 1676; † 5 април 1751), крал на Швеция (1720 – 1751)